# Palmitos
Palmitos là một đô thị thuộc bang Santa Catarina, Brasil. Đô thị này có diện tích 350,69 km², dân số năm 2007 là 16061 người, mật độ 42,1 người/km².